# Дружба (Матвеевский район)
Дружба — упразднённый посёлок в Матвеевском районе Оренбургской области. На момент упразднения входил в состав сельского поселения Сарай-Гирский сельсовет. Исключен из учётных данных в 2005 году.

## География
Располагался на правом берегу реки Ереуз, на расстоянии, примерно, 1,5 километра к востоку от поселка Пролетаровка.

## История
Возник в 1930-е годы как одно из производственных отделений (ферма) Сарай-Гирского зерносовхоза (с 1966 года совхоз имени 50 летия ВЛКСМ).
По данным на 1939 год ферма «Дружба» Сарай-Гирского зерносовхоза входила в состав Сарай-Гирского сельсовета Матвеевского района Чкаловской области. Позже отделение колхоза «Октябрь».
Постановление Законодательного Собрания Оренбургской области от 16 февраля 2005 года № 1927/316-III-ОЗ посёлок исключен из учётных данных.

## Население
По переписи 2002 года в посёлке отсутствовало постоянное население.